# Ram Trucks

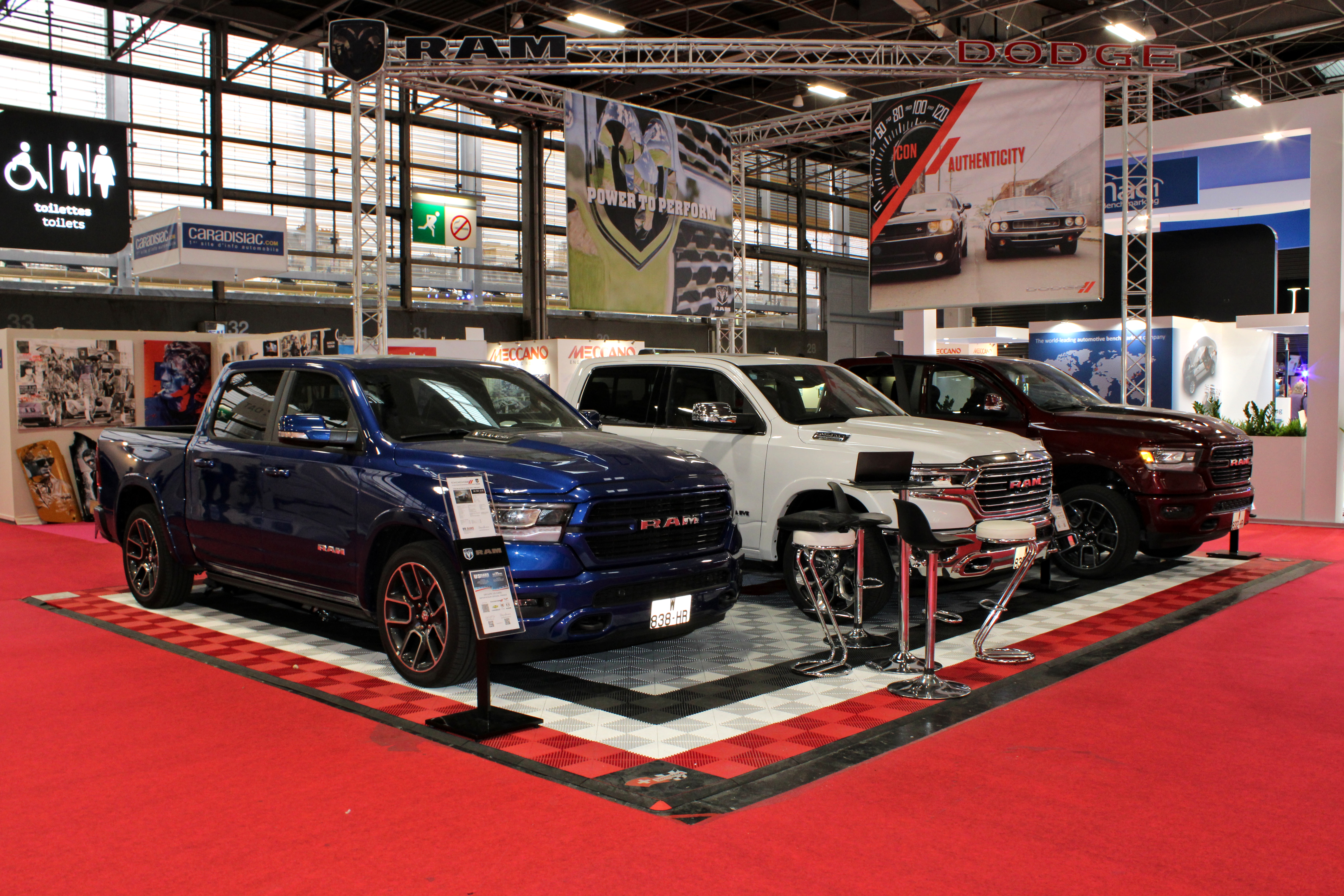
Ram Trucks auf dem Pariser Autosalon 2018

Ram Truck oder kurz Ram ist eine 2009 eingeführte Marke des Automobilkonzerns Chrysler Group LLC, die nach mehreren Fusionen eine Marke von Stellantis ist. Sie entstand aus dem Modellnamen des Dodge Ram, eines Nutzfahrzeugmodells von Dodge.

## Positionierung
Mit einer Neuausrichtung sollte Dodge eine reine Pkw-Marke sein. Ram Trucks sollte sich auf die Bedürfnisse „echter Truck-Kunden“ konzentrieren, statt auf Kunden, die sich einen Dodge Ram als Statussymbol zulegen.
“Ram trucks will always and forever be Dodges. Ram will always have the Dodge emblem inside and outside […]. We need to continue to market as Ram so Dodge can have a different brand identity: hip, cool, young, energetic. That will not fit the campaign for truck buyers. The two should have distinct themes.” (Fred Diaz: https://www.carsandracingstuff.com/library/r/ram.php, deutsch: „Ram-Trucks werden für immer und ewig Dodges sein. Ram wird immer das Dodge-Emblem tragen, innen wie außen […]. Wir müssen sie als Ram vermarkten, damit Dodge eine neue Markenidentität bekommen kann: hip, cool, jung und energiegeladen. Das würde nicht für Truck-Kunden passen. Die zwei Marken benötigen unterschiedliche Tonalitäten.“)

## Modelle
Kernstück und Flaggschiff der Marke ist der Ram. Nunmehr werden mehr Nutzfahrzeugvarianten als Ram angeboten als vorher unter dem Markennamen Dodge. Beispielsweise werden nun neue Modelle mit wesentlich höheren Achslasten angeboten. Deshalb wurde der Ram 3500 als bisher belastbarster Vertreter vom Ram 5500 abgelöst. Dieser wird lediglich als Chassis-Cab hergestellt. Der freie Raum kann dann mit verschiedenen Aufbauten versehen werden (z. B. Kippmulde oder Sattelkupplung). Die Größeneinteilung der Kabine in „Regular Cab“ (Zweisitzer/Zweitürer) und „Crew Cab“ (Vier-/Fünfsitzer/Viertürer) bleibt nach wie vor bestehen. Die Ausstattungsvarianten reichen, je nach Modell, von einfach (ST) bis luxuriös (Laramie).
Neben dem Flaggschiff befand sich der ehemalige Dodge Dakota für ein Jahr als Ram Dakota im Programm. Die Produktion wurde jedoch 2011 eingestellt.
Als zweites Modell startete 2011 ein Van-Modell. Der Ram C/V ist die Nutzfahrzeugversion des Dodge Grand Caravan und deshalb nur als Kastenwagen erhältlich.
Als drittes Modell wurde 2013 der Ram ProMaster eingeführt, eine an die amerikanischen Bedürfnisse angepasste Version des Fiat Ducato. Chrysler fehlte nach der Trennung von Daimler und der daraus folgenden Aufgabe des Dodge Sprinters (ein Derivat des Mercedes-Benz Sprinter) ein Kleintransporter in seinem Portfolio. Aus Rücksicht auf die Wünsche der Amerikaner wird der ProMaster mit dem V6-„Pentastar“-Motor von Chrysler ausgestattet. Seit 2015 ergänzen eine Variante des Fiat Doblò als Ram ProMaster City und der Fiat Strada und Fiat Fiorino in Mexiko als Ram 700, respektive Ram ProMaster Rapid das Modellangebot.
Einen Ausblick auf ein elektrisch angetriebenes Fahrzeug zeigte der Hersteller im Januar 2023 auf der Consumer Electronics Show mit dem Ram 1500 Revolution BEV Concept. Das Serienmodell Ram 1500 REV debütierte einen Monat später in einem Werbespot während des 57. Super Bowls. Es ist auch mit einem 3,6-Liter-V6-Ottomotor als Reichweitenverlängerer verfügbar.
Seit Juni 2023 wird in Brasilien für den südamerikanischen Markt der Ram Rampage gebaut, der in der Modellpalette zwischen Ram 1000 (Fiat Toro) und Ram 1500 platziert ist. Ein Verkauf in Nordamerika wurde bislang noch nicht offiziell bestätigt, allerdings wurden Erlkönige in den USA gesichtet. Der Name wurde zuvor schon von Dodge zwischen 1982 und 1984 für einen kleinen Pick-up auf PKW-Basis verwendet (siehe Dodge Rampage).
Seit Juli 2024 wird in Mexiko der Ram 1200 angeboten. Er teilt sich die Technik mit dem Peugeot Landtrek und dem Fiat Titano.

## Modellübersicht, aktuell

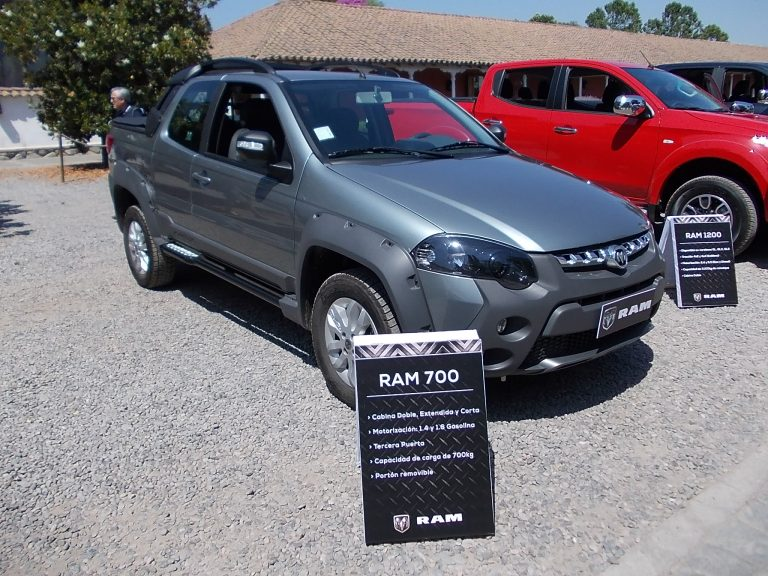
Ram 700
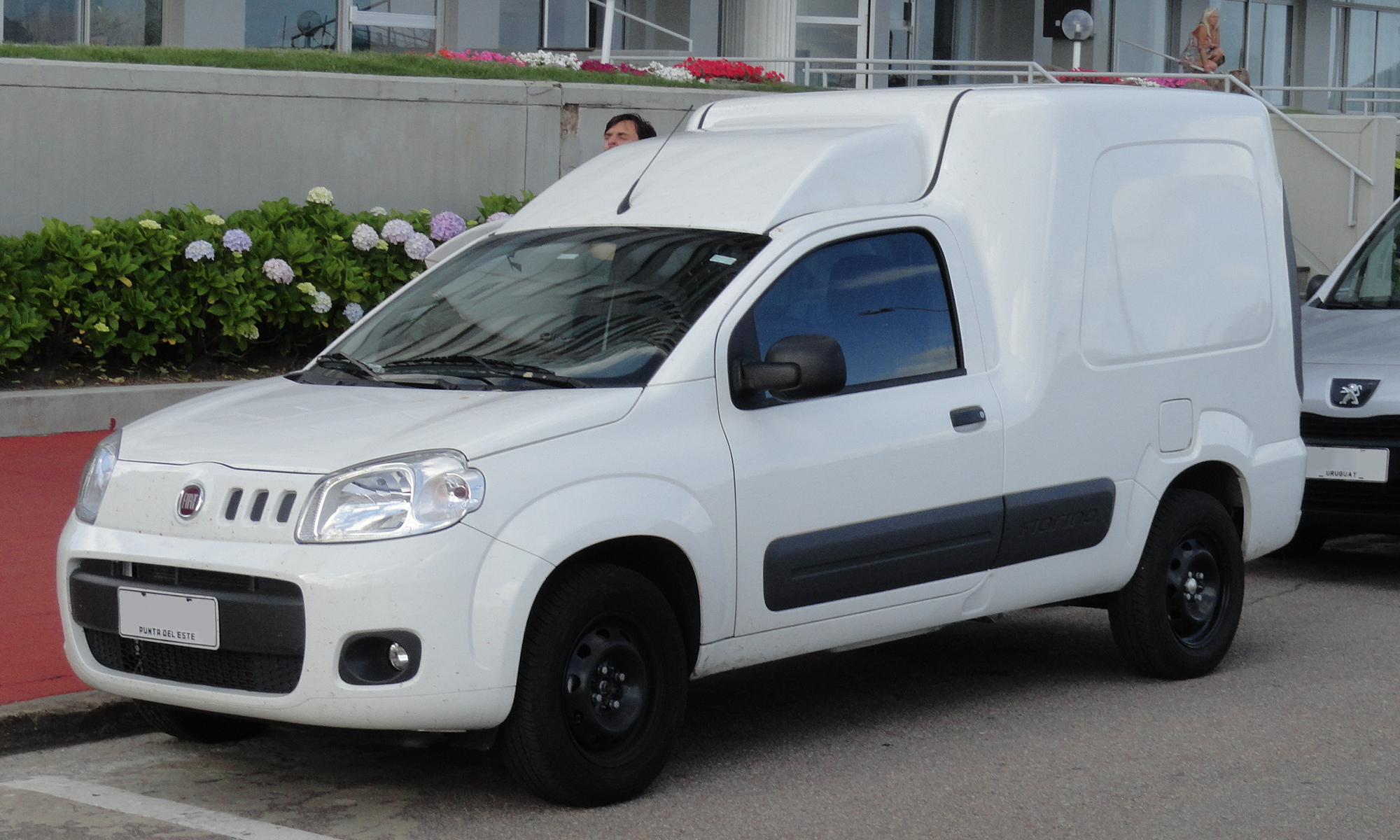
Ram 700 Van Ram ProMaster Rapid Ram V700 Rapid
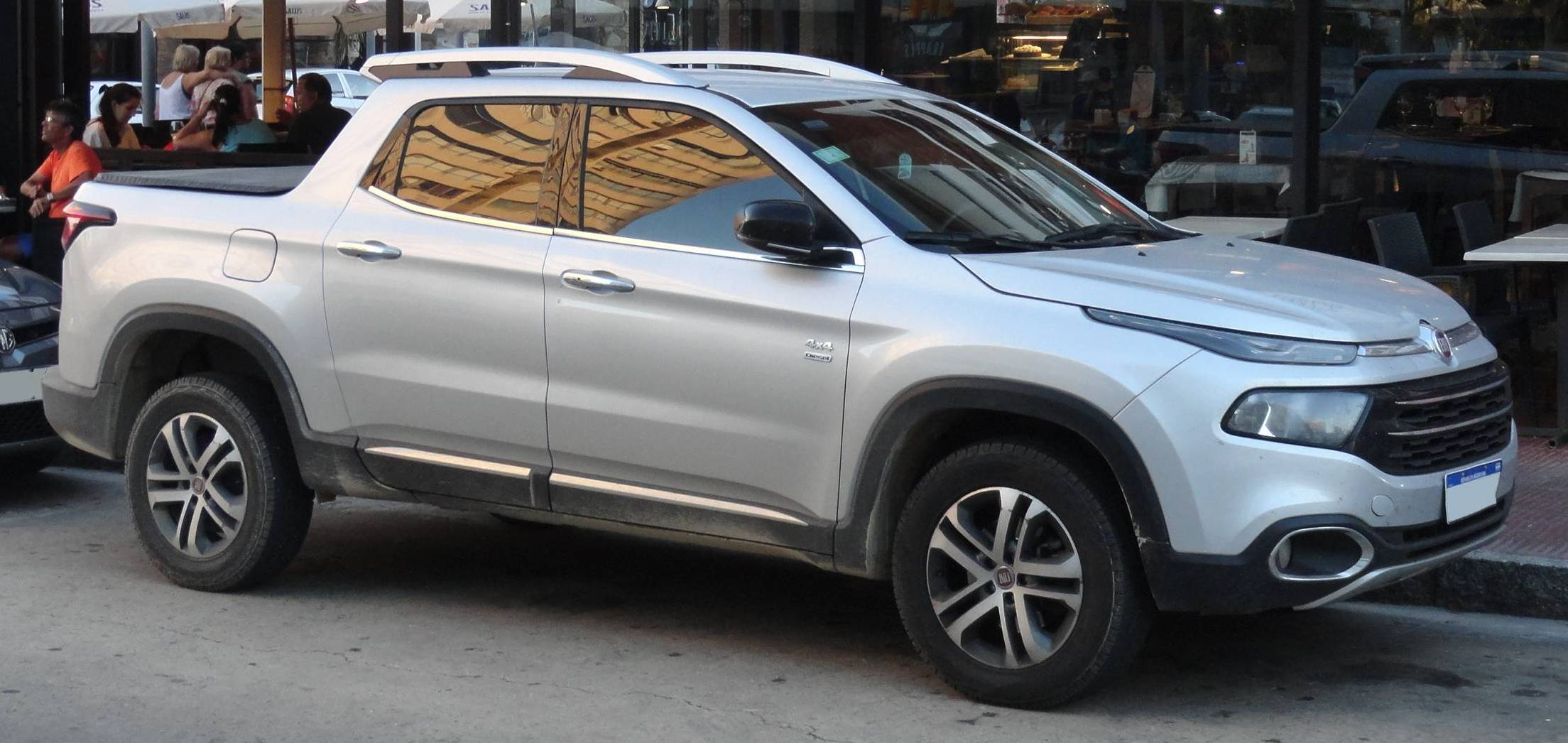
Ram 1000
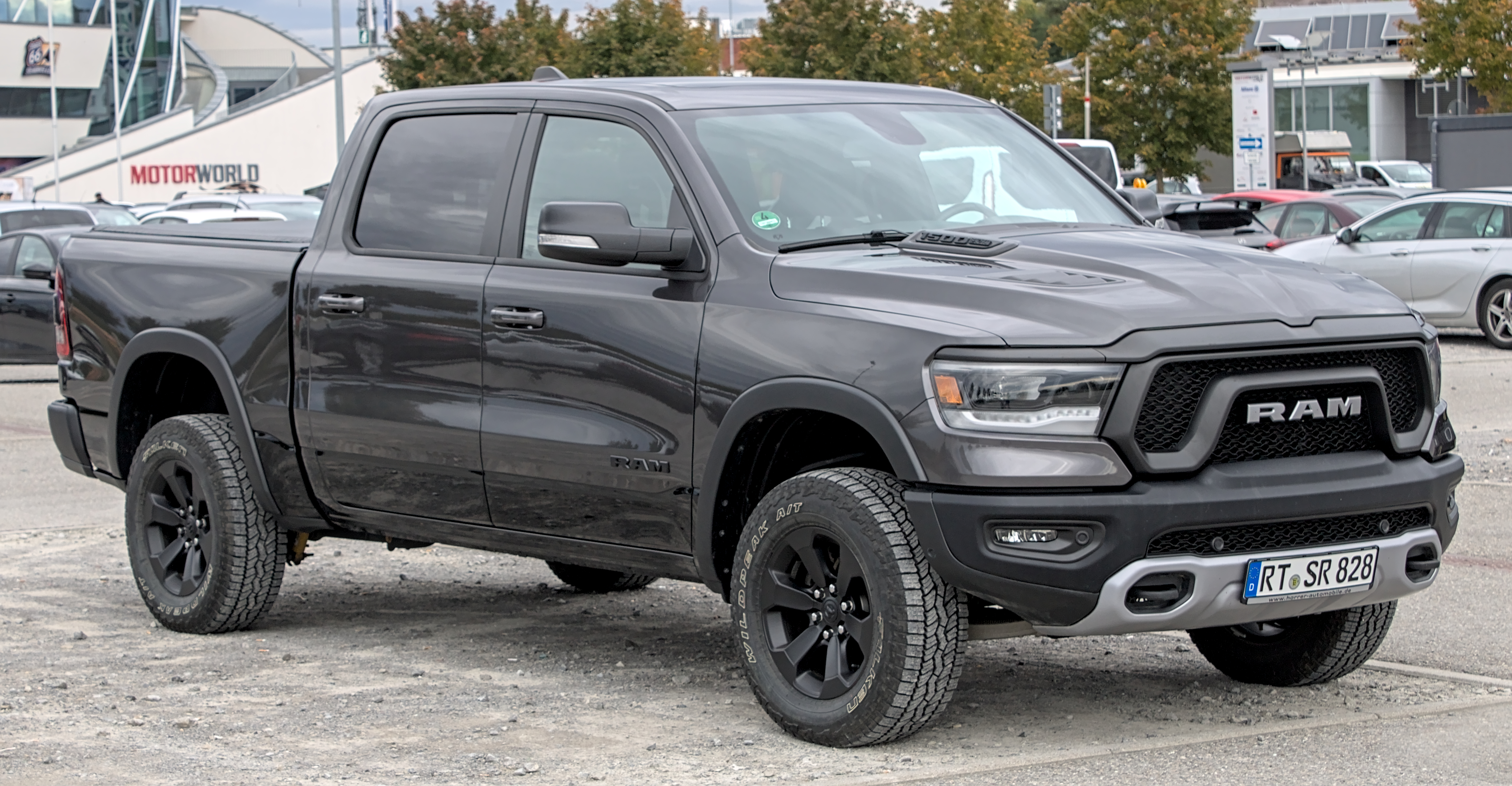
Ram 1500
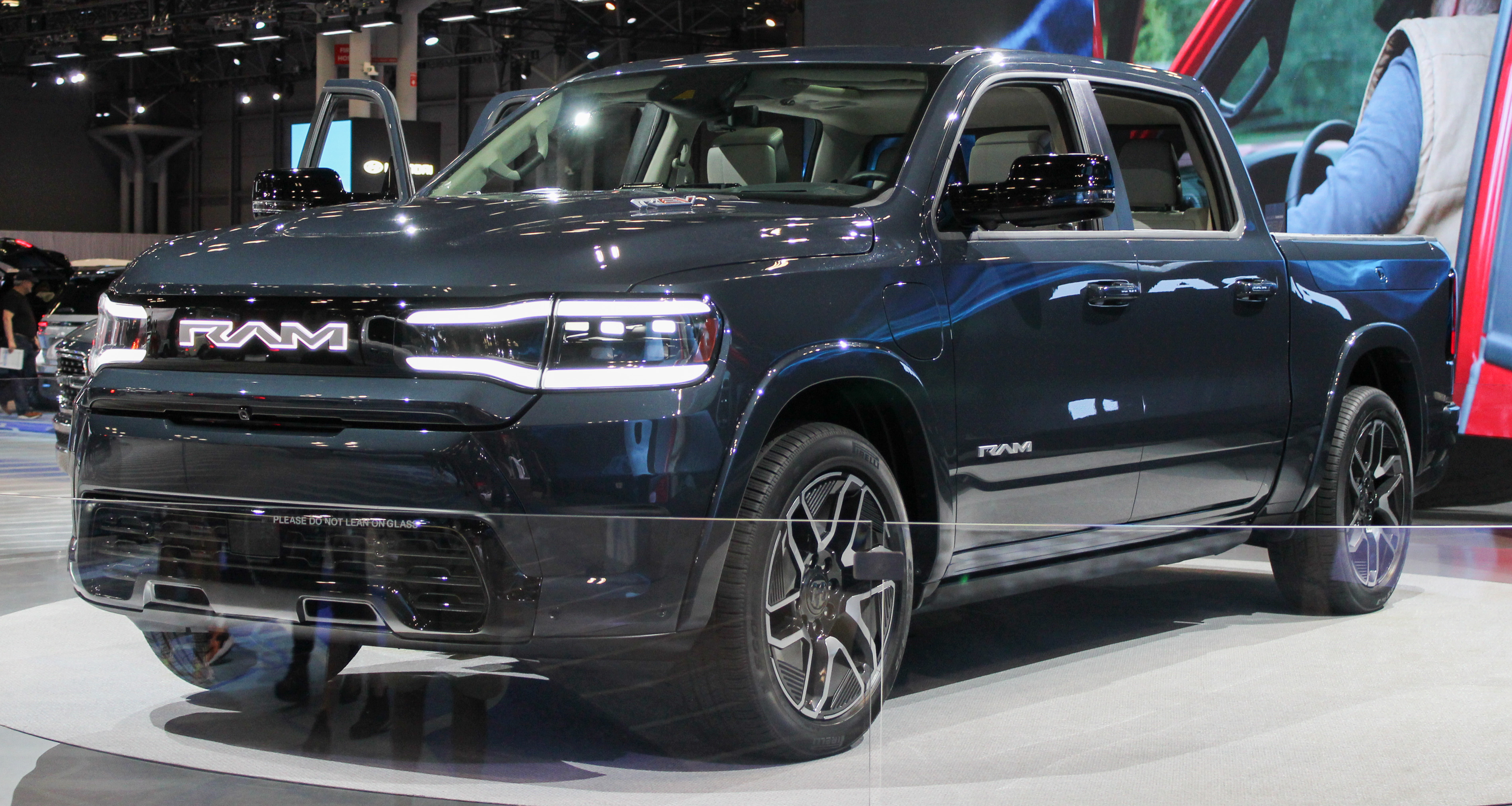
Ram 1500 REV
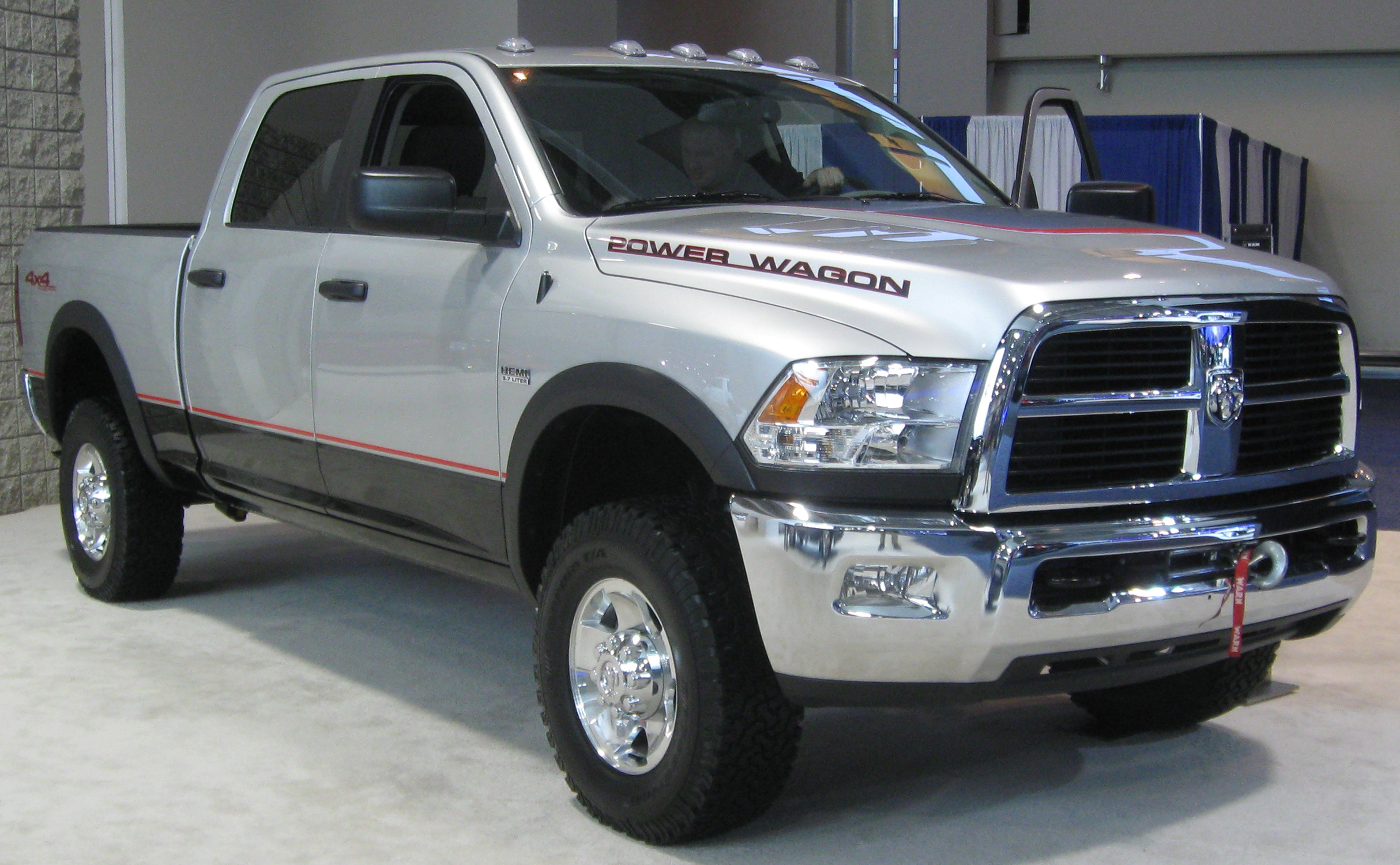
Ram 2500
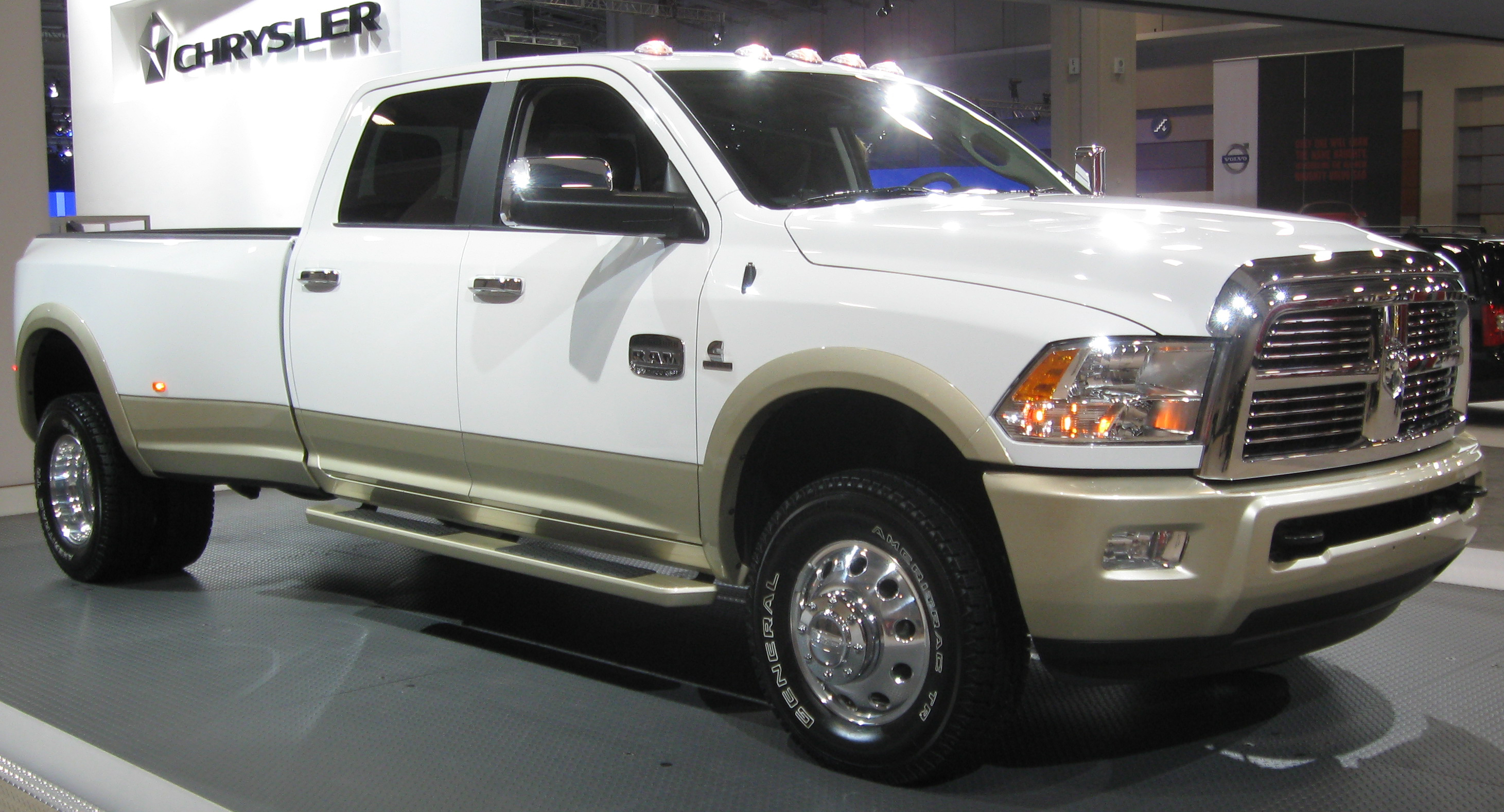
Ram 3500
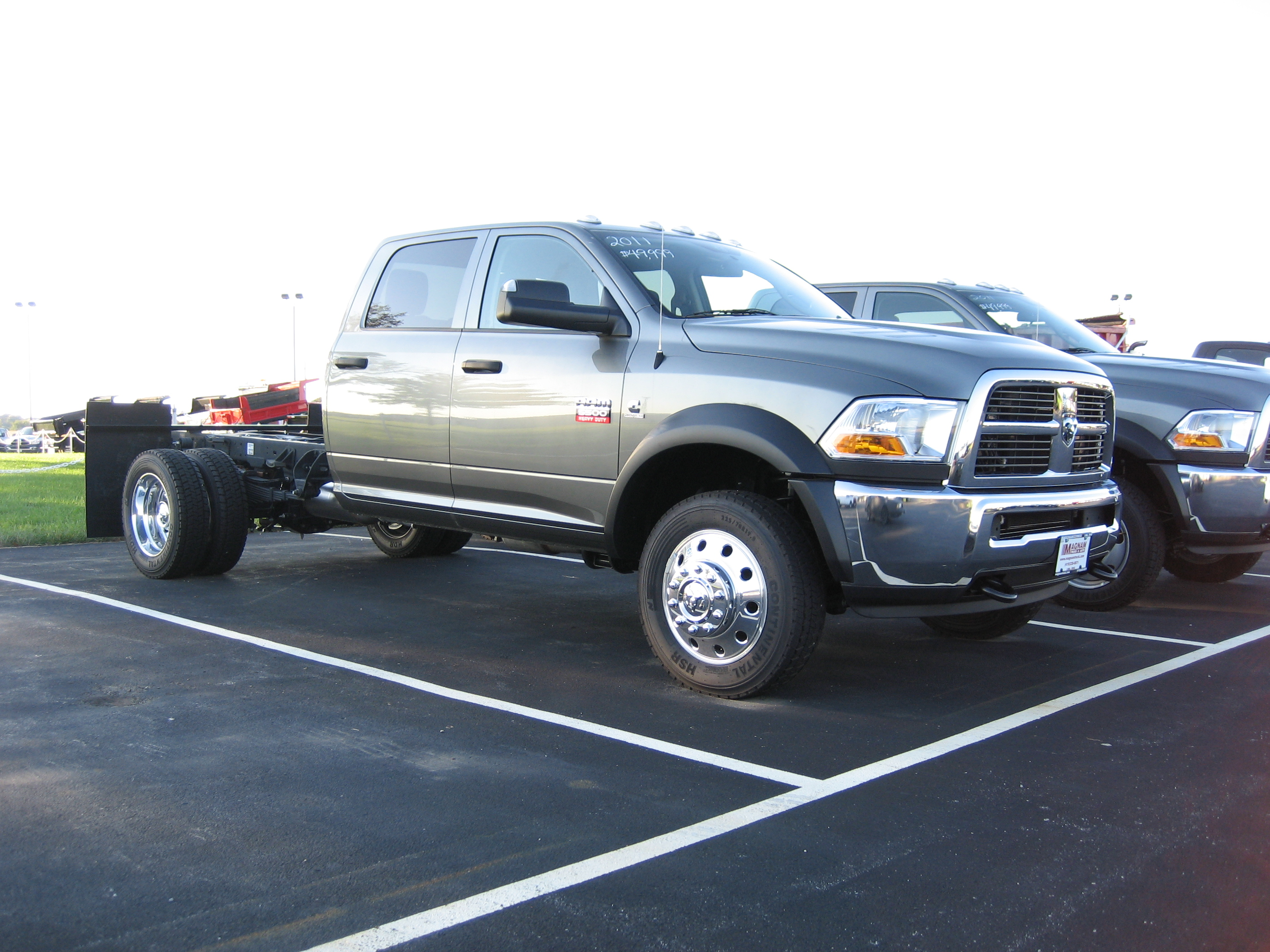
Ram 5500
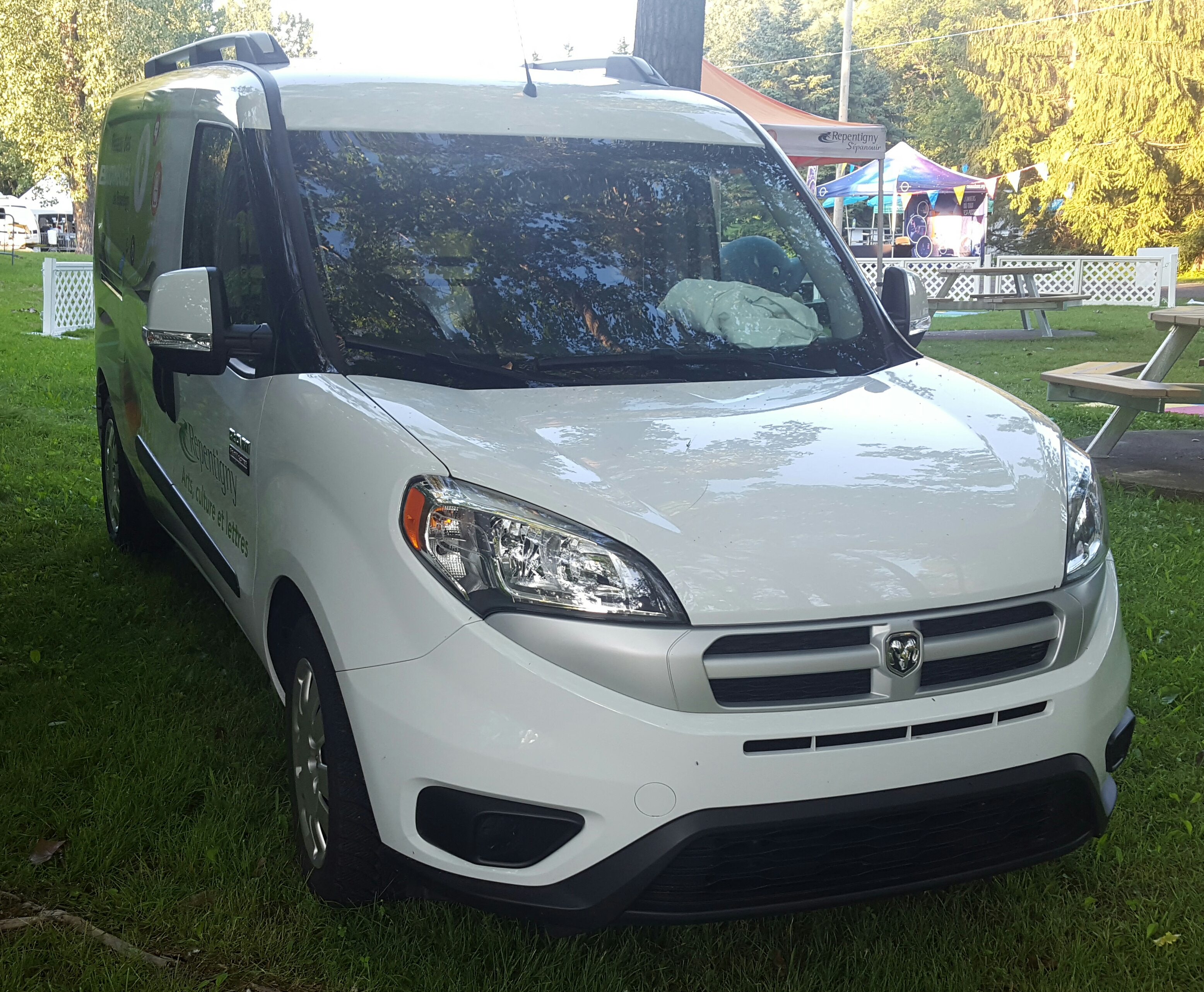
Ram ProMaster City Ram V1000
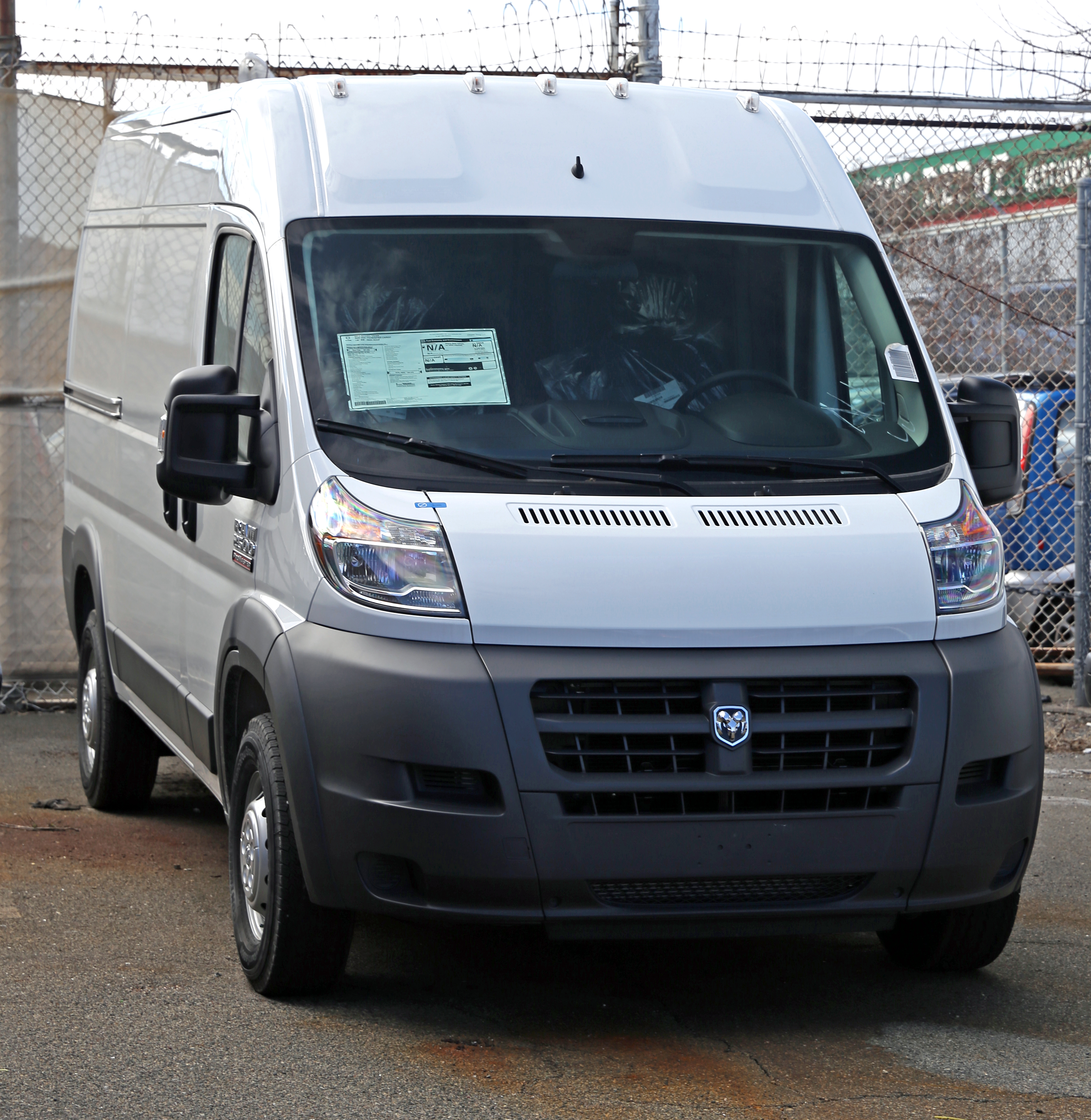
Ram ProMaster
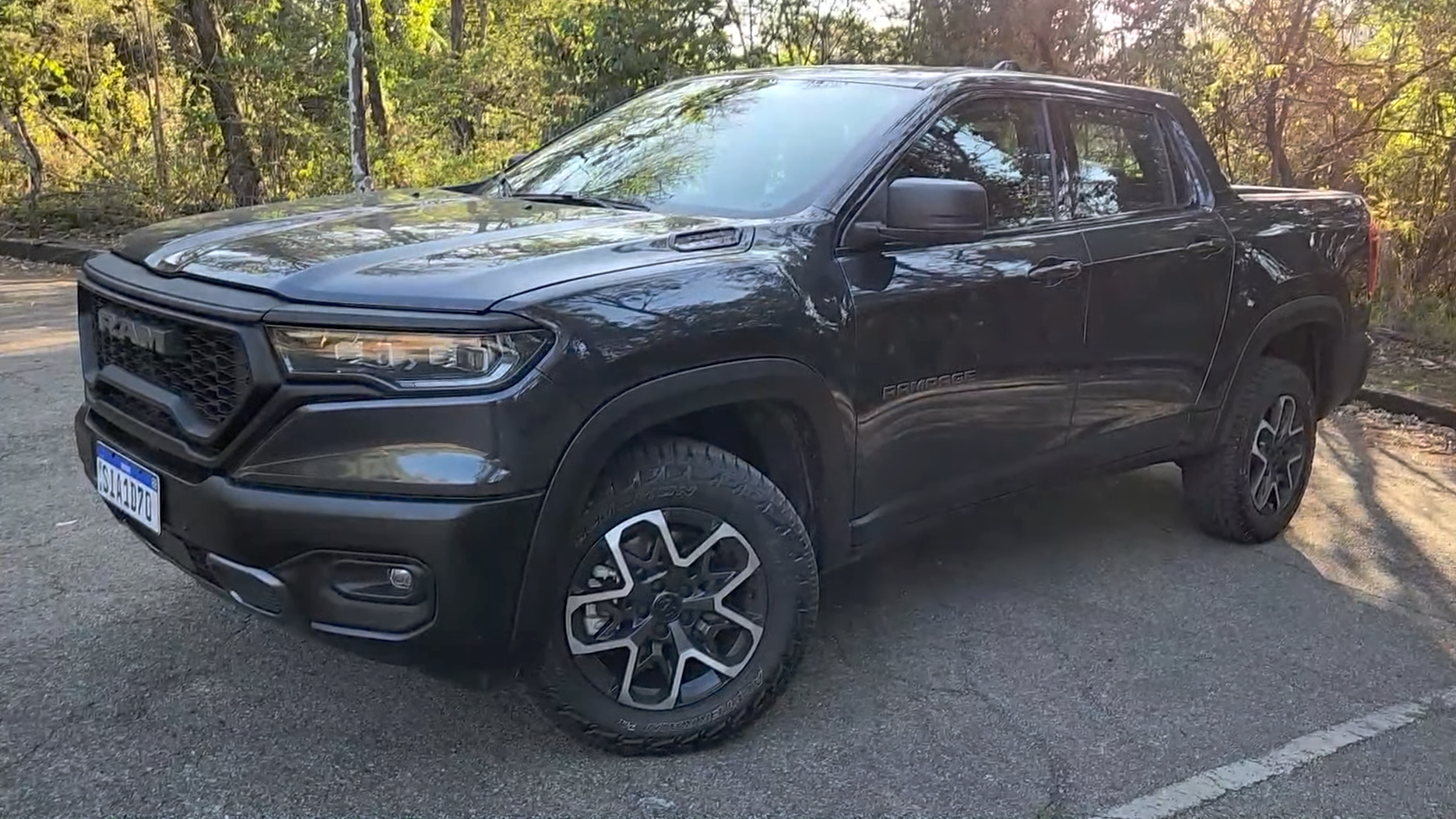
Ram Rampage

## Modellübersicht, ausgelaufen

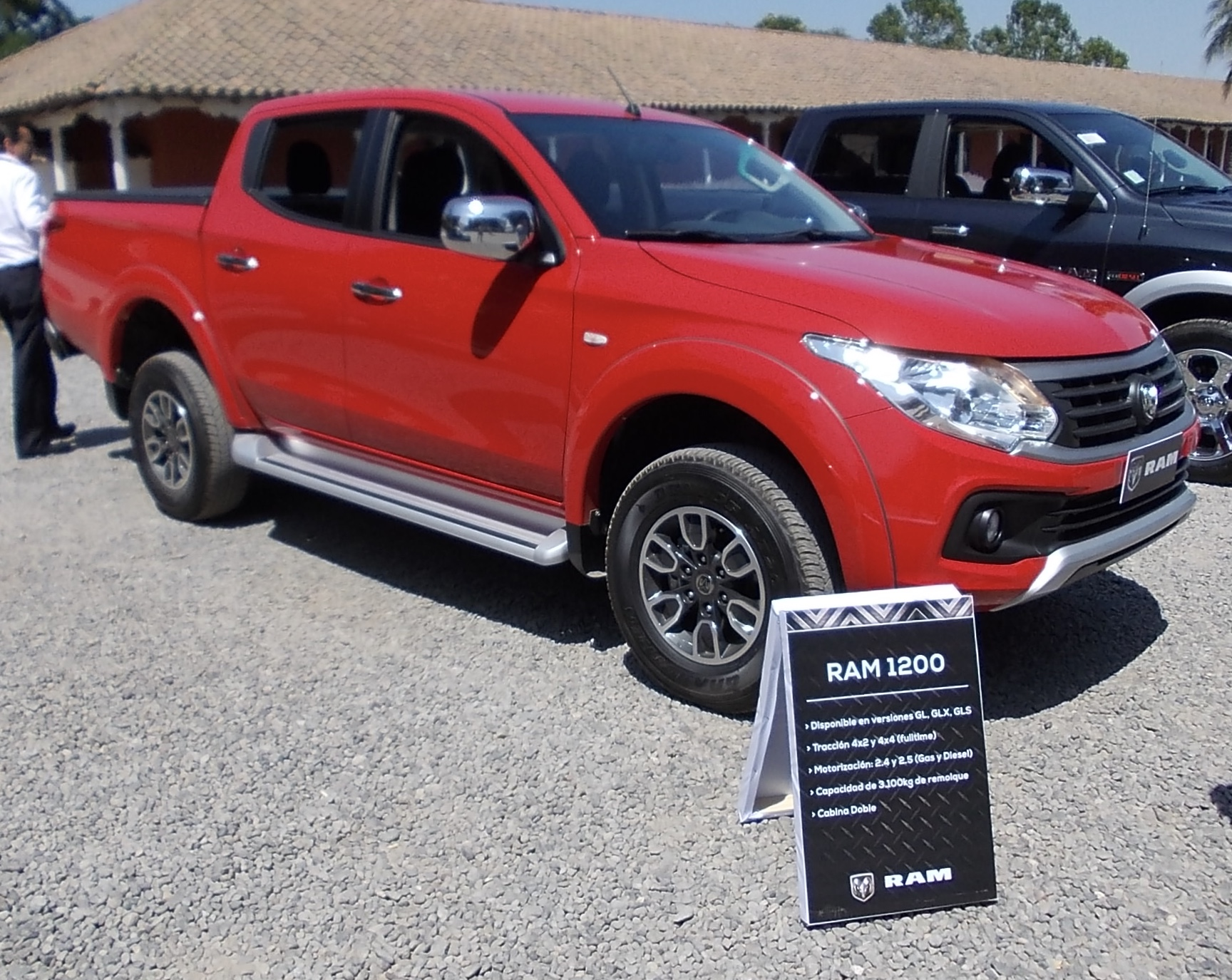
Ram 1200
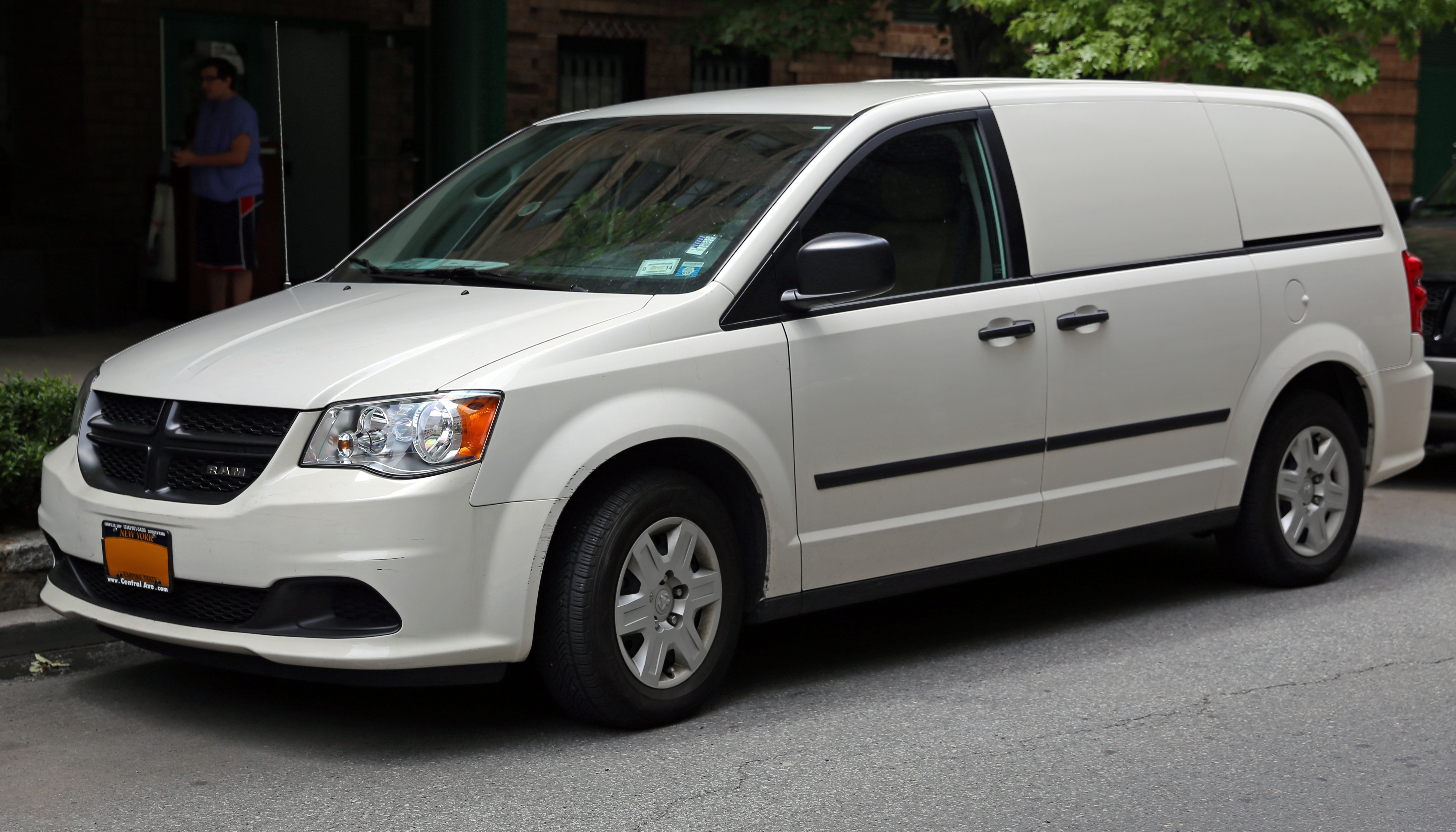
Ram C/V
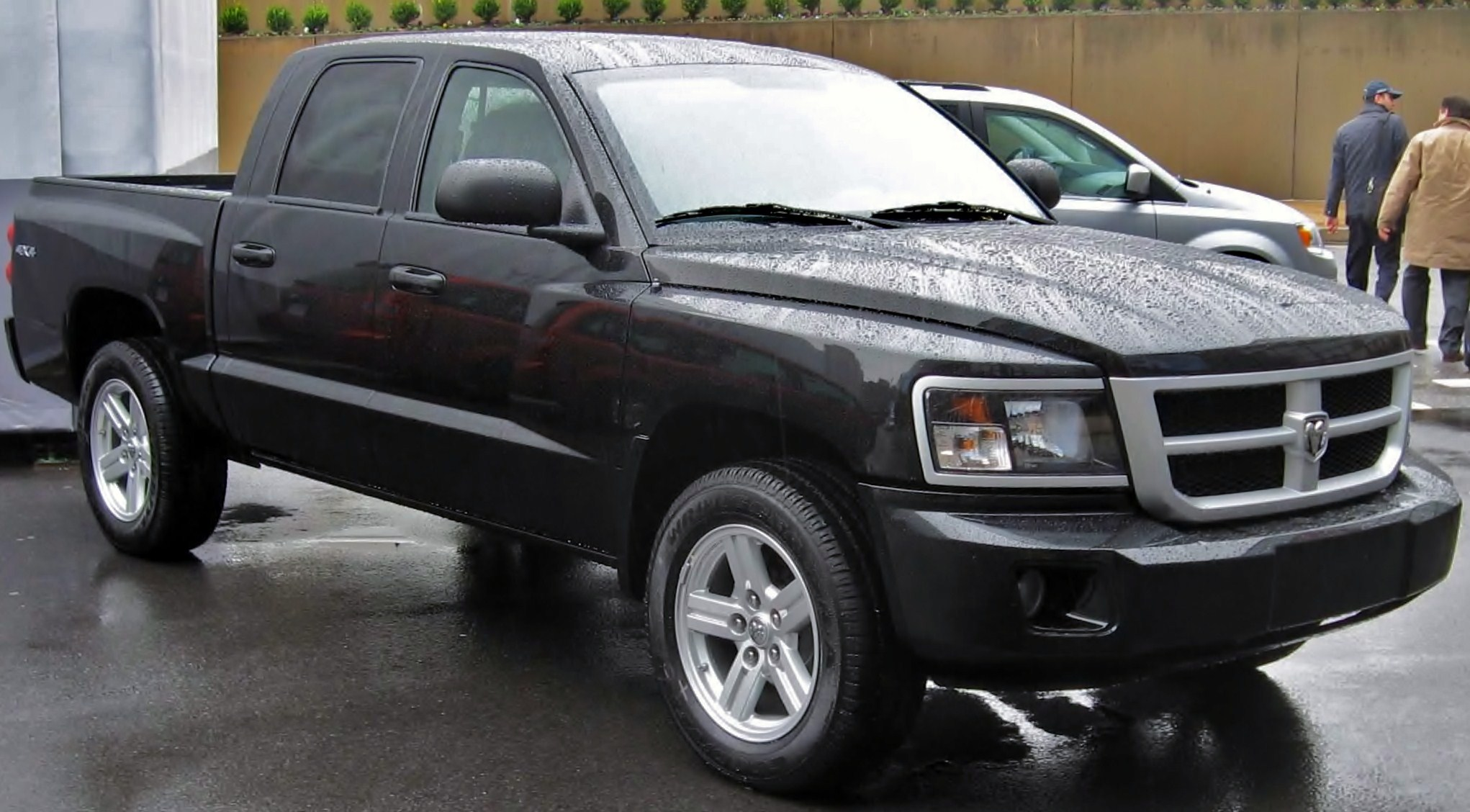
Ram Dakota